# Coptidium
Coptidium – rodzaj roślin, należący do rodziny jaskrowatych. Obejmuje dwa gatunki i mieszańca między nimi. Rośliny te występują w północnej części Eurazji i w Ameryce Północnej – na obszarach okołoarktycznych. 

## Morfologia
Rośliny nagie o płożącej łodydze z korzeniami wyrastającymi z węzłów. Liście pojedyncze, długoogonkowe o blaszce liściowej głęboko trójdzielnej, z segmentami ząbkowanymi i wcinanymi. Z kątów liści wyrastają pojedyncze kwiaty na nagich szypułkach. Działki 3 szybko opadają. Żółtych płatków jest od 5 do 8. Owocami są niełupki. 

## Systematyka
Uwagi taksonomiczne
W systemach klasyfikacyjnych ujmujących szeroko rodzaj jaskier (Ranunculus sensu lato), takson opisywany jest w randze podrodzaju (subgenus Coptidium (Prantl) L. D. Benson, Amer. J. Bot. 27: 807. 1940). W ostatnich latach wskazuje się jednak na celowość wyodrębniania rodzaju Coptidium, podobnie jak szeregu innych drobnych rodzajów i pozostawianie rodzaju Ranunculus w wąskim ujęciu (choć obejmującego m.in. włosieniczniki Batrachium). Cechy molekularne i morfologiczne wskazują na to, że rodzaj Coptidium jest siostrzanym dla rodzaju Ficaria, z którym tworzy klad, który oddzielił się od linii rozwojowej prowadzącej do współczesnych jaskrów, zanim oddzieliły się od tej linii kolejne klady Myosurus–Ceratocephala i Krapfia–Laccopetalum. Stwierdzono, że genom jądrowy i plastydowy roślin z kladu Ranunculus sensu stricto zawiera około 160 podstawień genów w stosunku do genomu roślin z kladu Ficaria–Coptidium.  
Pozycja według APweb (aktualizowany system APG III z 2009)
Jeden z drobnych rodzajów z plemienia Ranunculeae z podrodziny Ranunculoideae Arnott, rodziny jaskrowatych (Ranunculaceae) z rzędu jaskrowców (Ranunculales), należących do kladu dwuliściennych właściwych (eudicots). 
Wykaz gatunków
- Coptidium lapponicum (L.) Gand. ex Rydb.
- Coptidium pallasii (Schltdl.) Tzvelev
- Coptidium × spitsbergense (Hadač) Luferov & Prob.